# Adenosma papuana
Adenosma papuana är en grobladsväxtart som beskrevs av Rudolf Schlechter. Adenosma papuana ingår i släktet Adenosma och familjen grobladsväxter. Inga underarter finns listade i Catalogue of Life.